# روغالاند
روغالاند (بالنرويجية: Rogaland)، هي مقاطعة في غرب النرويج ولها حدود مع فيستلاند، و فيستفولد و تلمارك، و أغدر . روغالاند هي مركز صناعة النفط النرويجية، ونتيجة لهذا، لديها أدنى معدل بطالة في أي مقاطعة في النرويج، 1.1٪. لدى روغالاند معدل خصوبة ب2.18 طفل لكل امرأة، وهو من أعلى المعدلات في البلاد، وواحد من أعلى المعدلات في أوروبا.

## التركيبة السكانية
| الدين في روغالاند | الدين في روغالاند | الدين في روغالاند | الدين في روغالاند | الدين في روغالاند |
| ----------------- | ----------------- | ----------------- | ----------------- | ----------------- |
| الدين             | الدين             |                   | في المئة          | في المئة          |
| مسيحية            | مسيحية            |                   | 85.47%            | 85.47%            |
| إسلام             | إسلام             |                   | 1.53%             | 1.53%             |
| بوذية             | بوذية             |                   | 0.24%             | 0.24%             |
| غيرها / الإلحاد   | غيرها / الإلحاد   |                   | 12.76%            | 12.76%            |

مجموع السكان:
- 1951: 211512
- 1961: 239052
- 1971: 268684
- 1981: 305490
- 1991: 337906
- 2001: 375225
- 2011: 436087
- 2021?: 525729
- 2031?: 594278

## أعلام
- هارالد ذو الشعر الفاتح

## وصلات خارجية
- مجلس مقاطعة روغالاند نسخة محفوظة 21 أغسطس 2013 على موقع واي باك مشين. – الموقع الرسمي